# 金魚鉢の中の金魚
『金魚鉢の中の金魚』(きんぎょばちのなかのきんぎょ、原題：Bocal aux poissons rouges)は、1895年にリュミエール兄弟によって製作されたフランスのサイレント映画である。リュミエール兄弟製作所の18番目の映画である。同じくリュミエールによって製作された、子供が金魚鉢の中をのぞき込む内容の「金魚釣り」(en:La Pêche aux poissons rouges)とは別の作品である（この映画は、ほぼ画面の全てが金魚で覆われている「金魚鉢の金魚」に比べて、より遠くから撮影されている)。「金魚鉢の金魚」は、特に光の影響と、魚の動きに価値がある。
この映画での光の描写法は、1964年のカンヌ映画祭でフリッツ・ラングにたいへんな影響を与えた。この短編映画は動物ジャンルに属する。この映画では、日常生活の場面と、曖昧な踊りの場面（「Danse Serpentine」あるいはChienｓ Savants に類似している）が映し出され、カラー技法を利用した最初の公開映画である。